# Tofaş

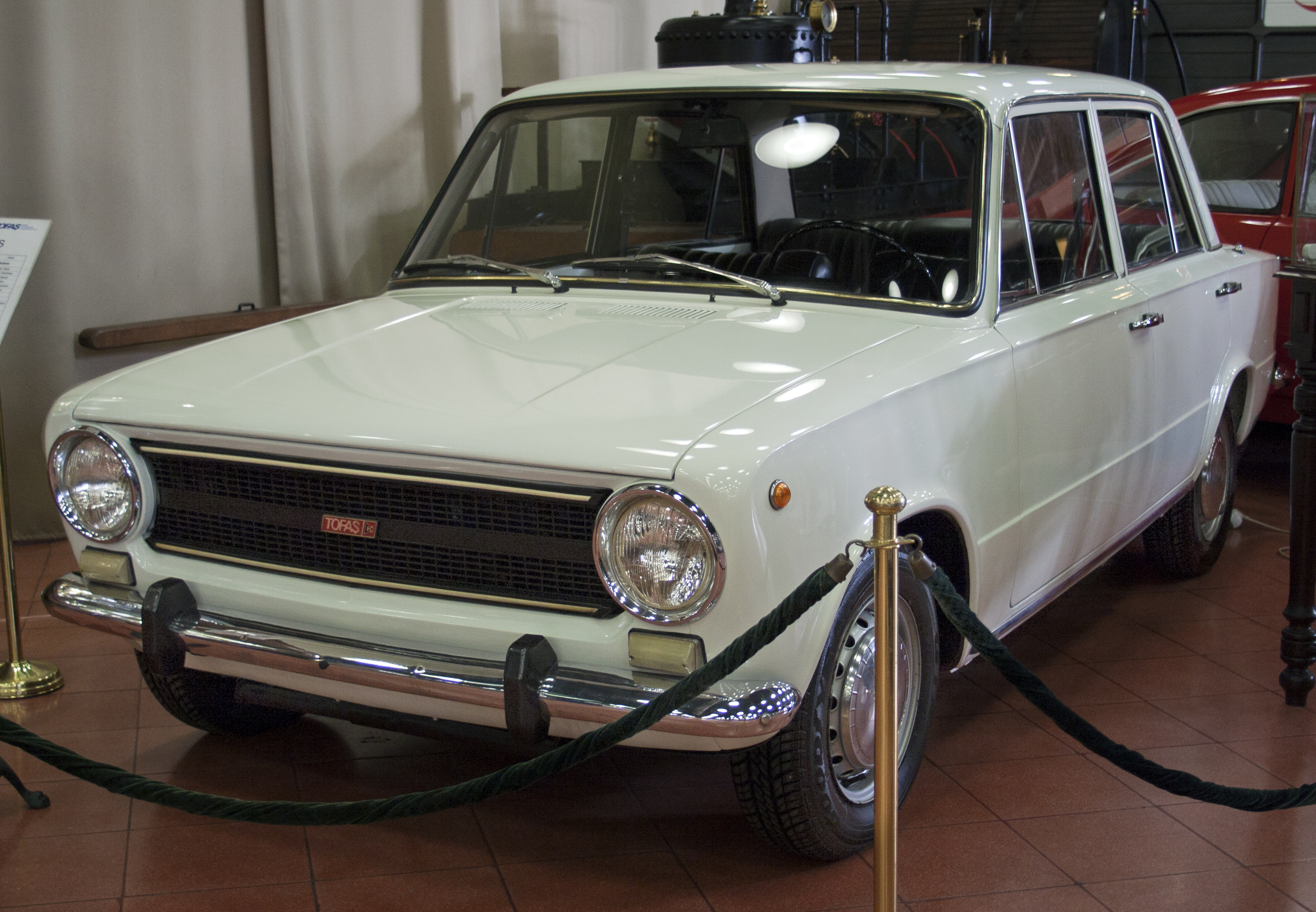
1976 Tofaş Murat 124

Tofaş Türk Otomobil Fabrikası A.Ş. är en turkisk biltillverkare som tillverkar bilmodeller på licens av Fiat. Företaget har sitt säte i Bursa och grundades 1968. Deras första bilmodell, Murat 124, baserades på Fiat 124. Denna följdes av Murat 131, logiskt nog baserad på Fiat 131. Den kom att utvecklas vidare i Turkiet och såldes senare också som Tofaş Şahin, Doğan, och Kartal (som var en egenutvecklad kombivariant). Dessa såldes till och med 2002 i Turkiet och fortsatte tillverkas i kitform för CKD-konstruktion i Etiopien och Egypten så sent som 2010.
På senare år har företaget bland annat tillverkat Fiatmodeller som Albea och Doblò.